# Rometta

Ubicació de Rometta dins de la província

Rometta (sicilià Ramietta) és un municipi italià, dins de la ciutat metropolitana de Messina. L'any 2007 tenia 6.523 habitants. Limita amb els municipis de Messina, Monforte San Giorgio, Roccavaldina, Saponara i Spadafora.
Rometta va ser l'últim bastió bizantí de Sicília davant la Conquesta musulmana de Sicília del segle IX, i no va caure fins al 965.

## Administració
| Període | Identitat         | Partit       |
| ------- | ----------------- | ------------ |
| 2009-   | Roberto Abbadessa | Lista cívica |
| 2014-   | Nicola Merlino    | Lista cívica |

## Galeria d'imatges

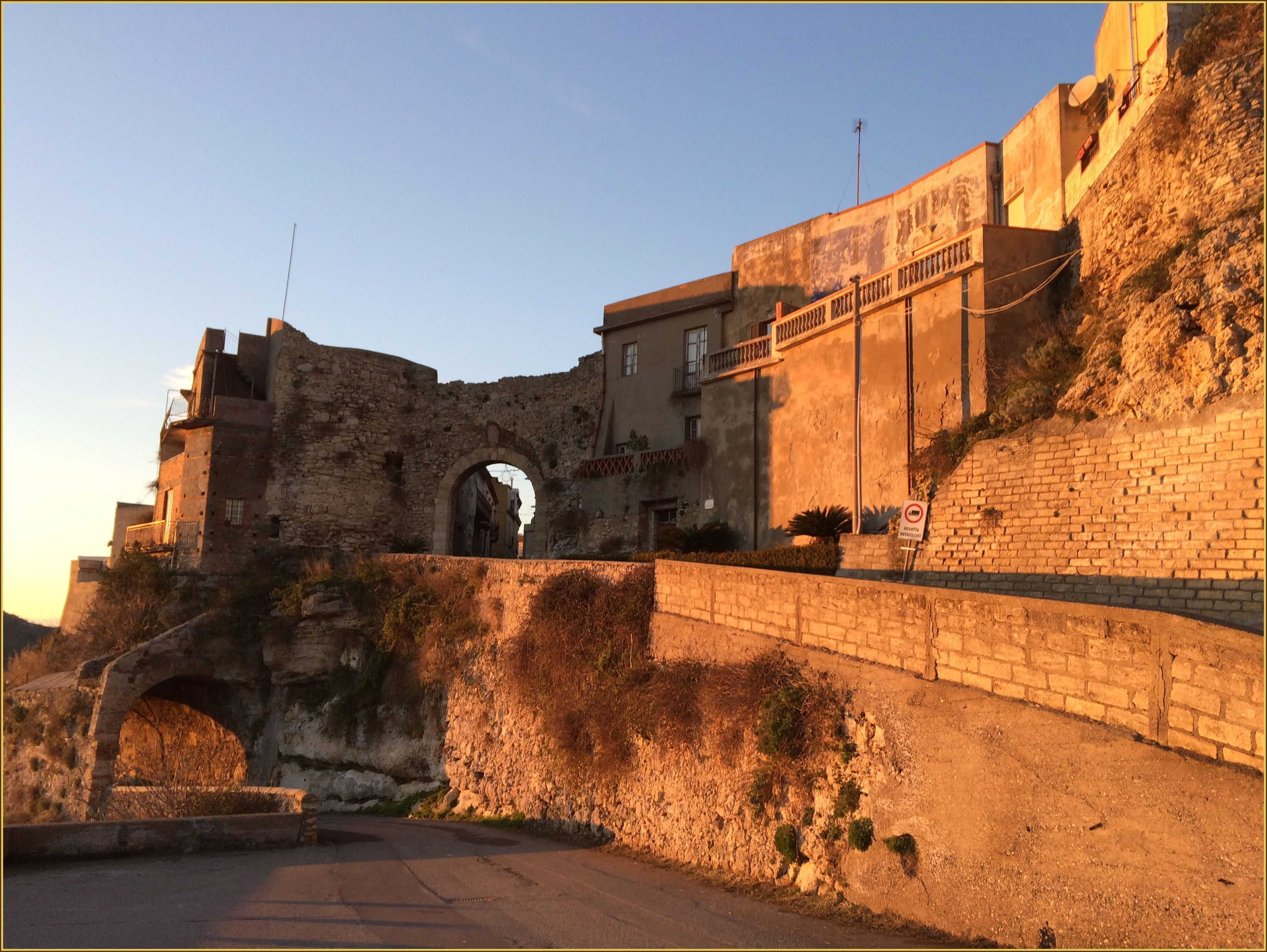
Porta de Milazzo
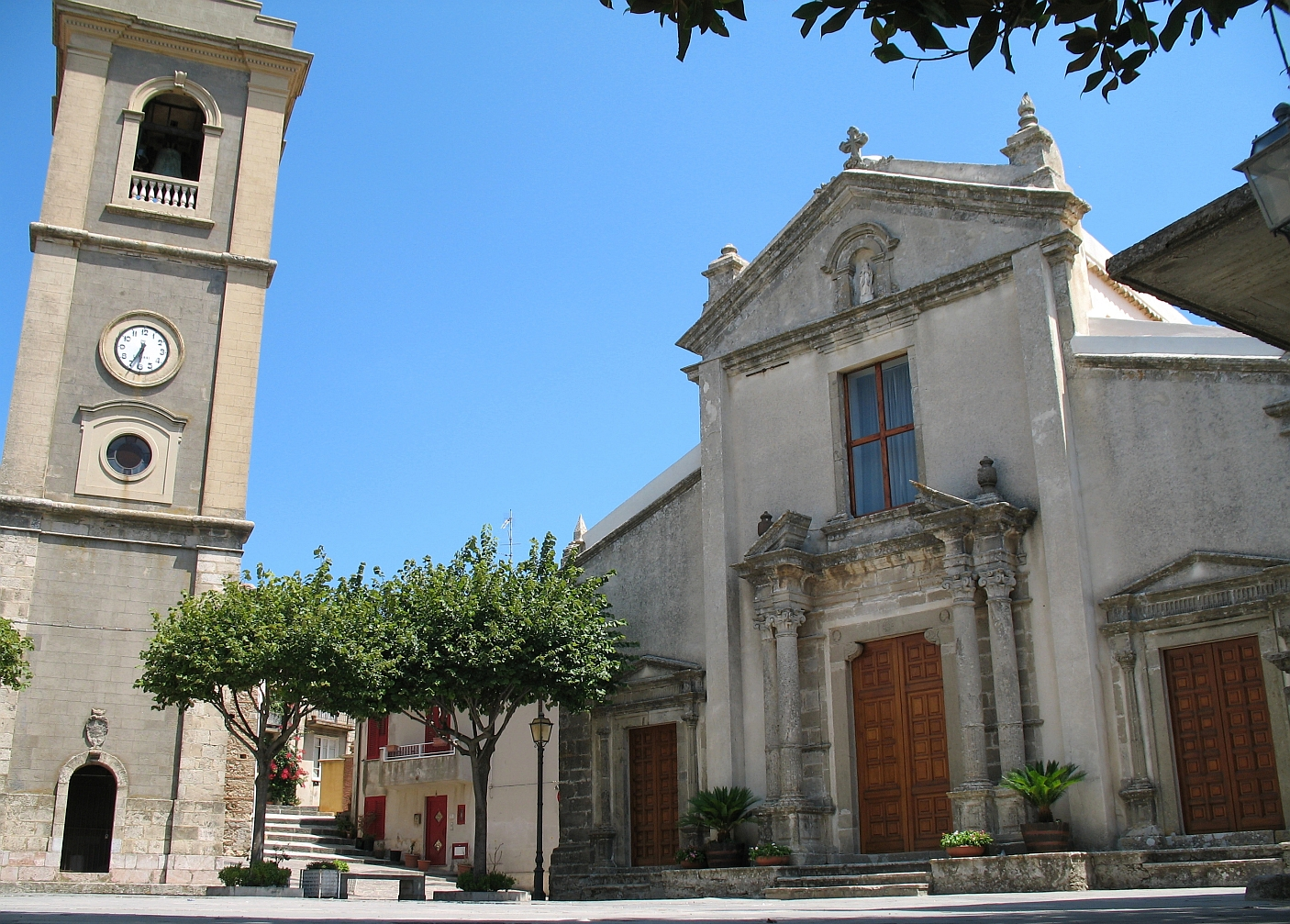
Església mare
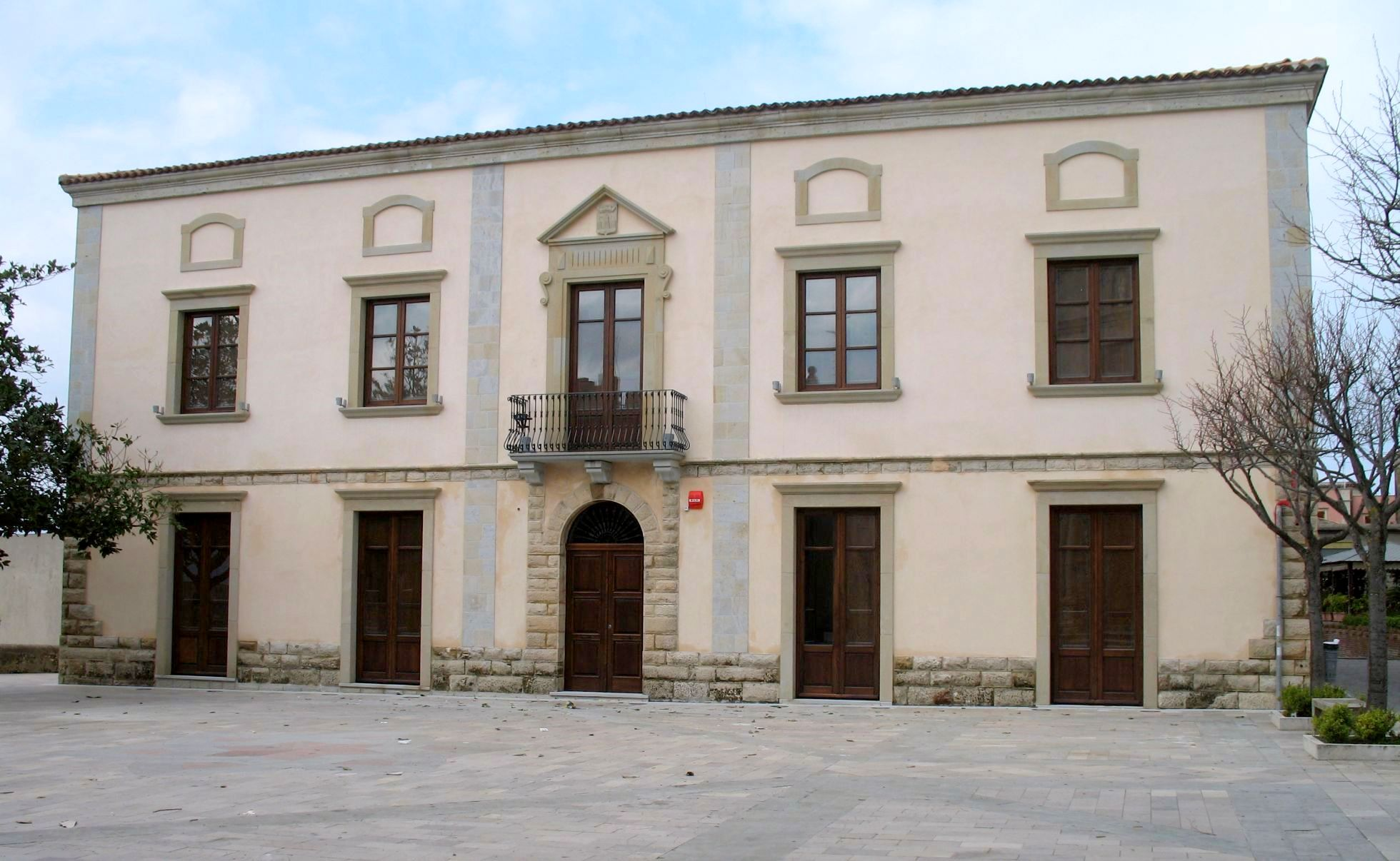
il municipio